# عبدالله المقباس
عبدالله المقباس (عربی: عبدالله المقباس؛ زادهٔ ۱۳ ژانویهٔ ۱۹۹۶) یک ورزشکار اهل عربستان سعودی است.